# Paul McCartney
Sir James Paul McCartney CH MBE (Liverpool, 18 juni 1942) is een Britse popmuzikant en componist. Hij werd in de jaren 60 bekend als basgitarist, pianist, gitarist, zanger en songwriter van The Beatles. Zijn muzikale samenwerking met John Lennon wordt nu nog steeds beschouwd als een van de succesvolste in de popmuziek. Nadat The Beatles in 1970 waren gestopt, heeft McCartney een uitbundige solocarrière gehad. Ook richtte hij in 1971 de band Wings op, samen met onder anderen zijn eerste vrouw Linda McCartney. Na het uiteenvallen van deze band in 1980 heeft McCartney vooral albums onder zijn eigen naam gemaakt.    
McCartney kreeg in 1965 de decoratie van Lid van de Orde van het Britse Rijk. Sinds 1997 is hij ook ridder in de Orde van de Eregezellen. Hij kreeg deze onderscheidingen voor zijn langdurige muziekcarrière.

## Biografie
Paul McCartney werd geboren in het Walton-ziekenhuis, waar zijn moeder Mary Mohin McCartney werkte als verpleegkundige. Zij stierf in 1956 aan borstkanker.

### 1957-1970: The Beatles

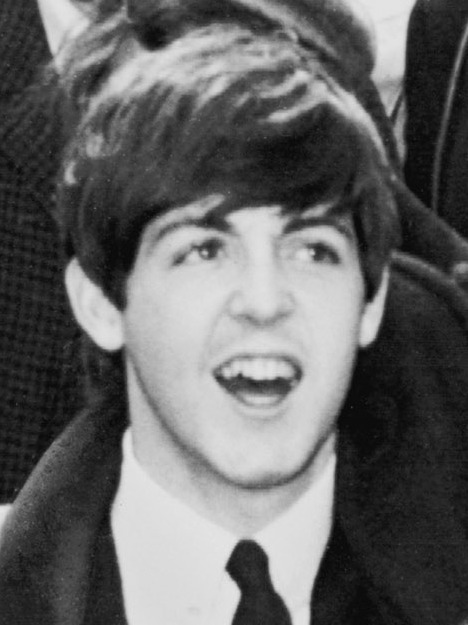
Paul McCartney in New York, 1964

In 1957 leerde McCartney via een gemeenschappelijke vriend John Lennon kennen, werd lid van diens band The Quarrymen en schreef samen met hem, George Harrison en Ringo Starr geschiedenis als lid van The Beatles. McCartney schreef veel van het materiaal van de Beatles samen met John Lennon, hoewel ze maar af en toe echt samen een lied schreven - meestal schreef de een het grootste stuk en maakte de ander het af. Hun werkrelatie was meer een wedstrijd dan een samenwerking, maar door een afspraak die ze al vroeg maakten, kregen alle songs voor de Beatles, waaraan een van hen of allebei meewerkten, Lennon-McCartney als auteursvermelding.
McCartney werd over het algemeen gezien als de knapste van de vier Beatles en had de grootste vrouwelijke aanhang. Hij had een langdurige relatie met de actrice Jane Asher voordat hij Linda Eastman, een fotografe, ontmoette. Hij trouwde met Linda in 1969. Samen kregen ze drie kinderen: Mary, Stella en James. Linda had al een dochter, Heather, uit een eerder huwelijk.
Een van McCartneys bekendste composities, Yesterday, is gecoverd door een recordaantal artiesten en staat hiervoor genoteerd in het Guinness Book of Records. Andere ballades die ook een universele aantrekkingskracht hebben, zijn onder andere Hey Jude, Let It Be en Eleanor Rigby.

### 1970-1980: solocarrière en Wings

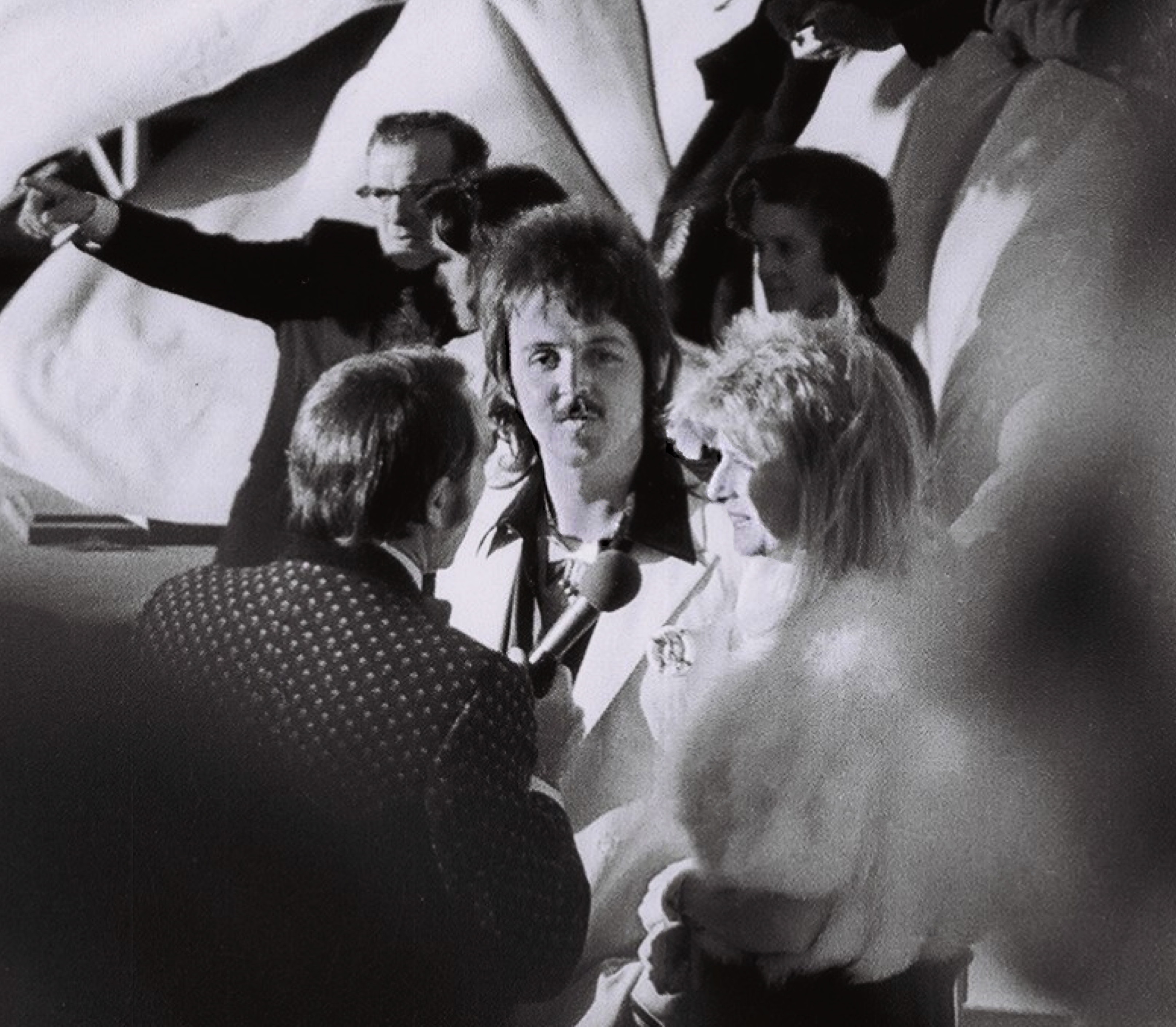
Paul en Linda McCartney, 1974

Nadat de Beatles in 1970 uit elkaar gingen, begon McCartney onmiddellijk aan een solocarrière. Hij bracht het album McCartney uit met daarop het bekende Maybe I'm Amazed. Daarna volgde het album Ram dat slecht werd ontvangen. Feitelijk was dit album door zijn low-fi aanpak zijn tijd ver vooruit en tegenwoordig wordt Ram beschouwd als een van zijn beste albums.
In 1971 richtte Paul McCartney een nieuwe band op: Wings. Ondanks de vele personeelswisselingen was Wings erg succesvol in de jaren 70. De enige drie constante leden van Wings zijn Paul McCartney, Linda McCartney en Denny Laine. Wings maakte een aantal succesvolle albums, zoals Band on the Run en Venus and Mars. Ook werd een aantal grote hits gescoord met onder andere My Love, Live and Let Die, Band on the Run, Listen to What the Man Said, Silly Love Songs en With a Little Luck. Het nummer Mull of Kintyre, opgenomen als ode aan het gelijknamige schiereiland in Argyll (Schotland) waar Paul McCartney een huis heeft, werd de grootste hit. Deze single was de meest verkochte single ooit tot hij in 1984 voorbij werd gestreefd door Do They Know It's Christmas van Band Aid.
Plannen voor een nieuwe wereldtournee van Wings in 1980 werden afgelast in januari 1980, toen McCartney op het vliegveld van Tokio werd gearresteerd voor het bezit van softdrugs. Hij werd na tien dagen vrijgelaten, maar de tournee werd toch afgezegd. In 1980 werkte Wings door aan nieuwe nummers, maar die werden niet uitgebracht. Laurence Juber en Steve Holly verlieten daarom Wings. Uiteindelijk werd op 27 april 1981 bekendgemaakt dat ook Denny Laine Wings zou verlaten en dat daarmee Wings ophield te bestaan. Wegens zijn arrestatie in Tokio en de moord op John Lennon besloot McCartney voorlopig niet meer op tournee te gaan.
Lennon werd op 8 december 1980 voor zijn huis in New York doodgeschoten. McCartney reageerde aanvankelijk door thuis de telefoon van de haak te leggen en zich zodoende onbereikbaar te houden. Later verklaarde hij: 'Ik kan het nu nog niet verwerken. John was een geweldige kerel. Hij zal door de hele wereld worden gemist, maar in de herinnering blijven voortleven wegens zijn kunst, muziek en bijdragen tot de wereldvrede.'

### 1980-2000

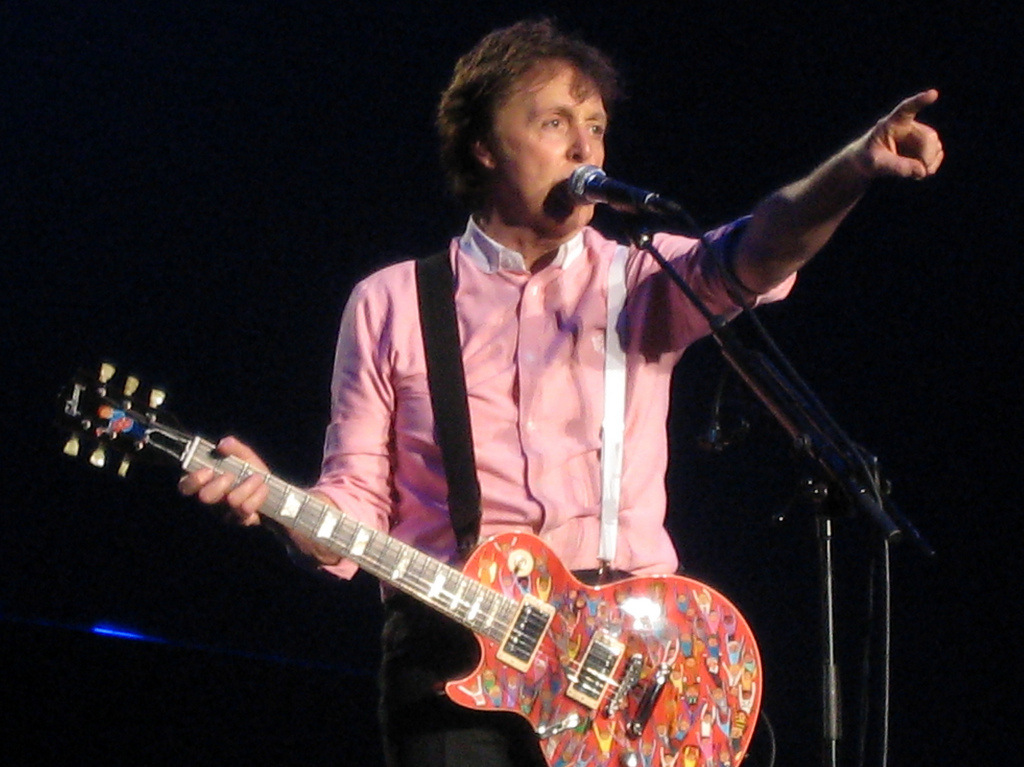
Paul McCartney, december 2009

Begin jaren 80 schreef McCartney nummers met Stevie Wonder. Uit deze samenwerking ontstond de hit Ebony & Ivory, dat op McCartneys album Tug Of War terechtkwam (1982). Op dat album staat ook het nummer Here Today, dat McCartney schreef als eerbetoon aan John Lennon.
Een andere artiest waarmee McCartney in de jaren 80 samenwerkte, is Carl Perkins, de bekende rockabilly-zanger uit de jaren 50, bekend van het nummer Blue Suede Shoes, die samen met McCartney het nummer Get It zong op het Tug of War-album. McCartney raakte bevriend met Perkins in 1964, toen Perkins aanwezig was in de studio waar The Beatles een paar van zijn nummers coverden (Honey Don't en Everybody's Trying To Be My Baby voor hun album Beatles for Sale en Matchbox voor de ep Long Tall Sally). Ook werkten Perkins en McCartney samen aan het nummer My Old Friend, dat op Perkins' album Go Cat Go belandde.
In 1983 verscheen het album Pipes of peace, met de gelijknamige titelsong als hitsingle. McCartney werkte hiervoor samen met Michael Jackson en de nummers The man en Say Say Say kwamen op dit album. Van Say Say Say zijn verschillende remixes gemaakt. Uit deze samenwerking ontstond ook het nummer The Girl Is Mine. Dat nummer belandde op Jacksons album Thriller en het werd als single meteen een nummer-één-hit. Toen Michael Jackson in 1984 de rechten van de songs van The Beatles opkocht, eindigde de vriendschap tussen McCartney en Jackson.
In 1984 maakte McCartney de geflopte film Give My Regards to Broad Street. De bijbehorende soundtrack bevatte naast de hit No More Lonely Nights nieuwe bewerkingen van oude Beatles- en Wings-nummers. Dat jaar scoorde McCartney wel een grote hit met de single We All Stand Together en de bijbehorende animatiefilm Rupert and the Frog Song, gebaseerd op de Britse stripfiguur Bruintje Beer en geschreven en geproduceerd door McCartney zelf. Op 13 juli 1985 was McCartney een van de artiesten die mochten optreden op Live Aid, waar hij afsloot met Let It Be.
In 1986 verscheen het album Press To Play. Dit album werd een matig succes en de recensies varieerden van uitgesproken negatief tot laaiend enthousiast. Wat in ieder geval vóór het album pleit, is dat McCartney met producer Hugh Padgham van onder andere Genesis en The Police getracht heeft aansluiting te vinden bij nieuwe interessante stromingen die in de jaren 80 in zwang raakten. Het is een experimenteel album zoals je dat van de drijvende kracht achter Sgt Pepper, Ram en Wings Over America mag verwachten. Het album Flowers In The Dirt, dat in 1989 verscheen, werd door critici beter ontvangen. Het bevat de hit My Brave Face, dat McCartney samen met Elvis Costello schreef. Op diens instigatie gebruikt McCartney op dit album voor het eerst sinds de jaren 60 weer zijn Höfner-basgitaar. Stilistisch gezien lijkt McCartney enigszins terug te keren naar de periode '64-'66, mede dankzij het Rickenbacker 12-string-gitaarwerk van Robbie McIntosh van The Pretenders en door de productie van Beatlesfan Mitchell Froom (onder andere Crowded House, Suzanne Vega). Ter promotie van Flowers In The Dirt ging McCartney in 1989-90 voor het eerst sinds het uiteenvallen van Wings weer op wereldtournee.
McCartney en zijn vrouw Linda waren uitgesproken vegetariërs en dierenrechtenactivisten. In 1991 introduceerde Linda McCartney haar eigen serie vleesvervangers op de Britse markt. In 2009 richtte Paul de campagne Meat Free Monday op.
Op 11 maart 1997 werd Paul door koningin Elizabeth II opgenomen in de Orde van het Britse Rijk. Sindsdien mag hij de persoonlijke titel Sir (ridder) voeren. In hetzelfde jaar verscheen het door Jeff Lynne geproduceerde album Flaming Pie.

### 2000-2010

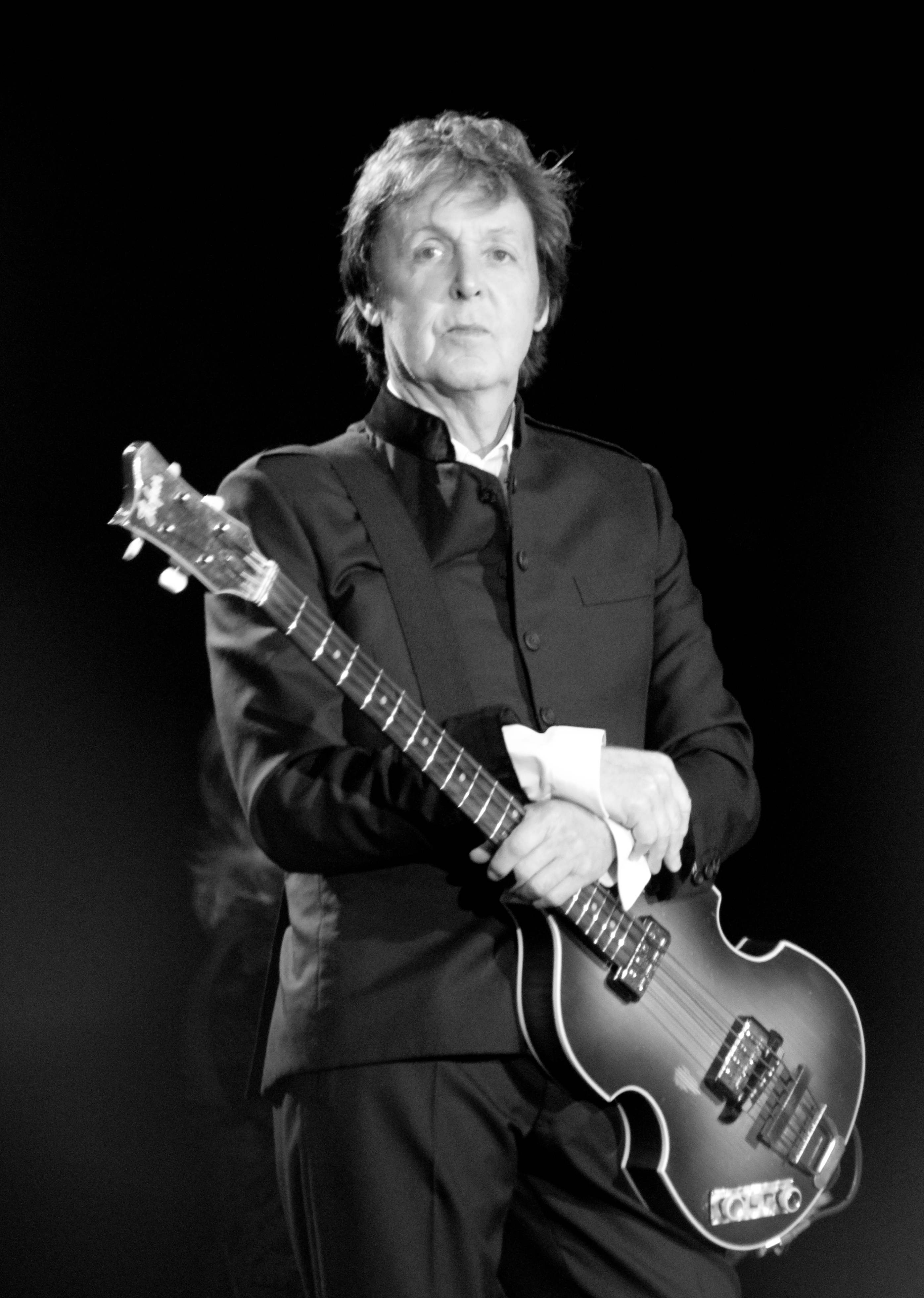
McCartney in 2010

Nadat Linda in 1998 overleed aan borstkanker, trouwde McCartney in juni 2002 met Heather Mills, een ex-model en anti-landmijnactivist. Samen kregen ze op 28 oktober 2003 een dochter, Beatrice Milly. In mei 2006 werd bekend dat de twee besloten te gaan scheiden.
In 2002 ging Paul McCartney weer voor het eerst in negen jaar op wereldtournee. Op 1 en 2 april 2003 stond hij met de Back In The World tournee in het Sportpaleis in Antwerpen en op 25 april in het GelreDome in Arnhem. Ook gaf hij voor het eerst in zijn carrière een concert in Rusland, op het Rode Plein in Moskou.
Op 2 juli 2005 opende McCartney samen met U2 het Live 8-concert in Hyde Park in Londen met de Beatlessong Sgt. Pepper's Lonely Hearts Club Band. Een dag later werd deze live-uitvoering als download beschikbaar gesteld en kwam deze vanuit het niets op nummer 1 terecht in de downloadcharts. Overigens sloot Paul McCartney die dag ook Live 8 af.
In 2008 wilde McCartney weer op wereldtournee. Deze tournee werd eigenlijk voor 2007 gepland, maar eerst wilde hij zijn echtscheiding van Heather Mills afronden. Op 17 maart 2008 besloot de rechtbank dat McCartney 24,3 miljoen pond (30,9 miljoen euro) aan Heather Mills moest betalen. Ook moest hij ten behoeve van de opvoeding van hun kind 35.000 pond per jaar betalen.
Op 22 oktober 2009 werd bekend dat Paul McCartney in december van dat jaar een korte tournee zou doen door Europa. De tournee kreeg de titel The Good Evening Europe Tour. Op 9 december werd het GelreDome in Arnhem aangedaan. Dat is de eerste keer in zes jaar dat Paul McCartney weer naar Nederland kwam. Hij heeft hierbij een paar nummers voor het eerst in Nederland gespeeld, waaronder Mrs Vandebilt van het album Band on the Run, waarvan hij overigens bijna de helft speelde. Het concert kreeg zeer goede recensies van verschillende kranten.
Vanaf maart 2010 ging McCartney in de Verenigde Staten verder met de Up and Coming Tour. De samenstelling van de McCartney-band is Paul "Wix" Wickens (keyboards), Abe Laboriel Jr. (drums), Rusty Anderson en Brian Ray (gitaren).

### 2011 tot heden
McCartney onthulde begin 2011 dat hij een nieuw album zou gaan uitbrengen. Op 9 oktober van datzelfde jaar trouwde hij met Nancy Shevell.
Op 4 juni 2012, een paar weken voor zijn 70e verjaardag, trad McCartney op bij het Diamond Jubilee Concert ter ere van het 60-jarige ambtsjubileum van de Britse koningin Elizabeth II, naast onder andere Tom Jones, Elton John en Stevie Wonder. Enkele weken later trad hij ook op op de openingsceremonie van de Olympische Zomerspelen 2012 in Londen. Verder kreeg McCartney dat jaar een ster op de Hollywood Walk of Fame, vlak naast de reeds aanwezige sterren van de overige Beatles en ontving hij de Legion d'honneur van de Franse president François Hollande voor zijn verdiensten op cultureel vlak.
Op 12 december 2012 werd bekend dat McCartney wijlen Kurt Cobain zal vervangen als voorman van Nirvana, voor het eerst in twintig jaar weer samen, tijdens het benefietconcert voor de slachtoffers van orkaan Sandy. Samen namen ze Cut Me Some Slack op, dat is geschreven voor de documentaire Sound City van Foo Fighters-frontman en voormalig Nirvana-drummer Dave Grohl.
Op 24 januari 2015 verscheen van McCartney een samenwerkingsproject met zangeres Rihanna en rapper Kanye West. De single FourFiveSeconds werd meteen uitgeroepen tot alarmschijf en op NPO 3FM gebombardeerd tot 3FM Megahit. Daarnaast hebben West en McCartney Only one opgenomen. Op FourFiveSeconds zingt Rihanna, rapt Kanye en speelt McCartney op de akoestische gitaar en het orgel. Het is de voorloper van het achtste album van Rihanna, waar ze in de zomer van 2014 mee begon. Op 4 februari onthulde Lady Gaga dat ze samen met McCartney een nummer heeft opgenomen, nadat ze een jaar eerder hiertoe het verzoek kreeg van hem.
Op 12 juni 2016 sloot McCartney de 47e editie van het Limburgse festival Pinkpop af.
In juni 2018 kwam een single uit met een dubbele A-kant, Come on to me en I Don't Know. In datzelfde jaar verscheen ook de single Fuh you. De nummers waren afkomstig van het album Egypt Station, dat werd uitgebracht op 7 september 2018. Het album werd internationaal heel goed verkocht, en het was dan ook het eerste album sinds 1982 dat op de eerste plek stond van de Billboard 200 in de Verenigde Staten. Op 17 september 2018 begon McCartney  de Freshen Up-tournee, die zou eindigen op het Glastonbury Festival in 2020. De concerten van 2020 werden echter afgelast als gevolg van de wereldwijde coronapandemie.
McCartney bracht de lockdownperiode in 2020 op zijn boerderij in Sussex door, waar hij vaak de muziekstudio inging om aan nieuwe nummers te werken. Uiteindelijk had hij genoeg materiaal opgenomen om een nieuw album uit te brengen. Op 18 december 2020 bracht hij McCartney III uit. Op diezelfde dag bracht hij ook de enige single, Find My Way, uit op streamingdiensten. Het album bereikte de eerste plaats in een aantal landen, onder andere het Verenigd Koninkrijk en Nederland, en scoorde hoog bij recensenten.
Op het Glastonbury Festival in 2022 gaf McCartney op tachtigjarige leeftijd een optreden van meer dan tweeënhalf uur.
In september 2023 kreeg McCartney zijn eerste basgitaar terug. Fabrikant Höfner was in 2018 een zoektocht naar deze Höfner 500/1 vioolbas uit 1961 vaak omschreven als de Cavern-bass, gestart die in 2023 in een stroomversnelling kwam en tot de teruggave leidde. De vondst kwam pas in februari 2024 naar buiten. Het instrument was een van de beroemdste gestolen en vermiste instrumenten uit de rockhistorie. De bas bleek anders dan lang werd gedacht niet in 1969 toen deze tijdens de getback-sessies voor het laatst werd gefotografeerd, maar in 1972 te zijn gestolen uit de door zijn roadies gebruikte instrumentariumvrachtwagen. Ook bleek het instrument, dat ooit op bestelling als linkshandig was gebouwd, anders dan de standaard rechtshandige productiemodellen uit die tijd geen vlak maar een gewelfd achterblad te hebben. McCartney liet het instrument dat verschillende defecten en beschadigingen had terug in bespeelbare staat brengen. Op 19 december 2024 gebruikte McCartney de bas voor het eerst weer op het podium tijdens de afsluitende show van zijn tournee. Hij speelde voor die gelegenheid de Beatles-song Get Back (to where you once belonged).
In mei 2024 werd bekend dat McCartney de eerste Britste muzikant is die miljardair is geworden. Dit blijk uit een lijst van de rijkste Britten van The Sunday Times. Op de lijst van rijkste  Britten staat McCartney op nummer 165 met een geschat vermogen van een miljard pond.

## Pseudoniemen

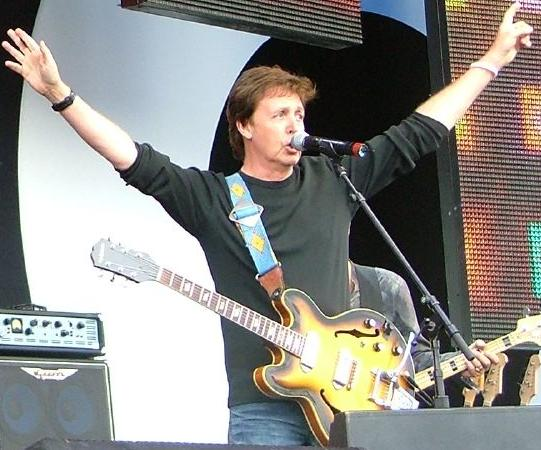
Paul McCartney, 2004

Door de jaren heen heeft McCartney ook werk onder pseudoniemen uitgegeven. In de meeste gevallen ging het om experimenteel of minder commercieel werk. In 1968 produceerde hij I'm the Urban Spaceman van de Bonzo Dog Doo-Dah Band. Op het album staat McCartney echter vermeld als Apollo C. Vermouth.
In 1977 bracht McCartney een orkestuitvoering uit van het album Ram onder de naam Percy "Thrills" Thrillington.
Als Bernard Webb schreef hij in 1966 het nummer Woman voor Peter & Gordon, omdat hij benieuwd was of het publiek een liedje van hem ook zou waarderen als niet bekend was dat het een McCartney-nummer betrof. Het nummer werd een kleine hit.
Onder de naam Paul Ramon (een naam die hij ook af en toe gebruikte voordat hij met The Beatles doorbrak en die de inspiratie vormde voor de naam van de groep Ramones) speelde hij in 1969 mee in het nummer My Dark Hour van de Steve Miller Band.
In de jaren 90 bracht hij twee experimentele albums uit als The Fireman, in samenwerking met Youth van (o.a.) Killing Joke. Dat The Fireman Paul McCartney is, was aanvankelijk vrij obscuur: bandnaam en plaattitel verwijzen in combinatie met elkaar naar het Beatlesnummer Penny Lane ('...the fireman rushes in...'). Het label, Juggler Records, verwijst naar het vignet van McCartney Productions Ltd (mpl), waarop een jongleur staat afgebeeld. Verder staan er enkele vervormde geluiden op die aan McCartneys stem doen denken en een foto op de binnenhoes van een naakte dame die erg lijkt op McCartneys dochter Mary. Tijdens de wereldtournee van 2002-2003 werd muziek van The Fireman gebruikt als voorprogramma. Tot dat moment was zelfs bij de fans nauwelijks bekend dat het hier om werk van Paul McCartney ging.
Bij latere tournees stond de DJ Freelance Hellraiser in het voorprogramma, die diverse nummers uit de solocarrière van McCartney mixte. McCartney en hij brachten in 2005 een dubbel-lp uit vol met dit soort mixen. Zowel de elpee als de artiesten kregen de naam "Twin Freaks" mee.

## Concerttournees
Na het laatste concert van The Beatles op 29 augustus 1966 in Candlestick Park in San Francisco, ging McCartney in februari 1972 voor het eerst in meer dan vijf jaar weer op tournee, nu met zijn nieuwe band Wings. Sindsdien heeft hij een groot aantal concertreeksen gegeven over de hele wereld met meer dan 800 concerten.

### Concertreeksen
| Tournaam                                                     | Begin             | Einde            | Aantal shows | Opmerkingen        |
| ------------------------------------------------------------ | ----------------- | ---------------- | ------------ | ------------------ |
| Wings University Tour                                        | 9 februari 1972   | 23 februari 1972 | 11           | met Wings          |
| Wings Over Europe Tour                                       | 9 juli 1972       | 24 augustus 1972 | 25           | met Wings          |
| Wings UK Tour                                                | 11 mei 1973       | 10 juli 1973     | 19           | met Wings          |
| Wings Over the World tour                                    | 9 september 1975  | 21 oktober 1976  | 65           | met Wings          |
| Wings UK Tour                                                | 23 november 1979  | 29 december 1979 | 20           | met Wings          |
| The Paul McCartney World Tour                                | 26 september 1989 | 29 juli 1990     | 104          |                    |
| Paul McCartney's Unplugged Tour 1991                         | 8 mei 1991        | 24 juli 1991     | 6            | Verrassingstournee |
| The New World Tour                                           | 18 februari 1993  | 16 december 1993 | 79           |                    |
| Driving USA, Back in the US, Driving Mexico en Driving Japan | 1 april 2002      | 18 november 2002 | 58           |                    |
| Back in the World tour                                       | 25 maart 2003     | 1 juni 2003      | 33           |                    |
| '04 Summer Tour                                              | 25 mei 2004       | 26 juni 2004     | 14           |                    |
| The 'US' Tour                                                | 17 september 2005 | 30 november 2005 | 37           |                    |
| Secret Tour 2007                                             | 7 juni 2007       | 25 oktober 2007  | 6            |                    |
| Summer Live '09                                              | 11 juli 2009      | 19 augusust 2009 | 11           |                    |
| Good Evening Europe Tour                                     | 2 december 2009   | 22 december 2009 | 9            |                    |
| Up and Coming Tour                                           | 28 maart 2010     | 10 juni 2011     | 42           |                    |
| On the Run Tour                                              | 15 juli 2011      | 29 november 2012 | 37           |                    |
| Out There Tour                                               | 4 mei 2013        | 22 oktober 2015  | 96           |                    |
| One on One                                                   | 13 april 2016     | 16 december 2017 | 77           |                    |
| 2018 Secret Gigs                                             | 9 juni 2018       | 26 juli 2018     | 5            |                    |
| Freshen Up                                                   | 17 september 2018 | 13 Juli 2019     | 39           |                    |
| Got Back Tour                                                | 28 april 2022     | 19 december 2024 | 58           |                    |

## Discografie

### Albums
| Album met eventuele hitnotering(en) in de Nederlandse Album Top 100 | Datum van verschijnen | Datum van binnenkomst | Hoogste positie | Aantal weken | Opmerkingen                  |
| ------------------------------------------------------------------- | --------------------- | --------------------- | --------------- | ------------ | ---------------------------- |
| McCartney                                                           | 1970                  | 23-05-1970            | 3               | 10           |                              |
| RAM                                                                 | 17-05-1971            | 19-06-1971            | 1(2wk)          | 18           | met Linda McCartney          |
| Wild Life                                                           | 1971                  | -                     | 6               | 5            | Wings                        |
| Red Rose Speedway                                                   | 1973                  | -                     | 6               | 6            | Wings                        |
| Band on the Run                                                     | 1973                  | -                     | 5               | 13           | Wings                        |
| Venus and Mars                                                      | 1975                  | -                     | 5               | 10           | Wings                        |
| Wings at the Speed of Sound                                         | 1976                  | -                     | 3               | 14           | Wings                        |
| Wings over America                                                  | 1976                  | -                     | 10              | 12           | Wings / Livealbum            |
| London Town                                                         | 1978                  | -                     | 1(2wk)          | 25           | Wings                        |
| Wings Greatest                                                      | 1978                  | -                     | 18              | 6            | Wings / Verzamelalbum        |
| Back to the Egg                                                     | 1979                  | -                     | 11              | 9            | Wings                        |
| McCartney II                                                        | 1980                  | 31-05-1980            | 20              | 9            |                              |
| Tug of War                                                          | 1982                  | 08-05-1982            | 1(1wk)          | 14           |                              |
| Pipes of Peace                                                      | 1983                  | 12-11-1983            | 11              | 13           |                              |
| Give My Regards to Broad Street                                     | 1984                  | 03-11-1984            | 24              | 4            | Soundtrack                   |
| Press to Play                                                       | 1986                  | 13-09-1986            | 21              | 6            |                              |
| All the Best                                                        | 1987                  | 21-11-1987            | 10              | 18           | Verzamelalbum                |
| Flowers in the Dirt                                                 | 1989                  | 17-06-1989            | 15              | 25           |                              |
| Tripping the Live Fantastic                                         | 1990                  | -                     | -               | -            | Livealbum                    |
| Tripping the Live Fantastic: Highlights!                            | 1990                  | 17-11-1990            | 35              | 13           | Livealbum                    |
| Unplugged - The Official Bootleg                                    | 1991                  | 01-06-1991            | 42              | 6            | Livealbum                    |
| Paul McCartney's Liverpool Oratorio                                 | 1991                  | -                     | -               | -            | Klassiek album               |
| Choba Б CCCP (The Russian album)                                    | 1991                  | 12-10-1991            | 56              | 5            | Coveralbum                   |
| Off the Ground                                                      | 1993                  | 13-02-1993            | 5               | 14           |                              |
| Strawberries Oceans Ships Forest                                    | 1993                  | -                     | -               | -            | The Fireman                  |
| Paul is Live!                                                       | 1993                  | 27-11-1993            | 60              | 5            | Livealbum                    |
| Flaming Pie                                                         | 1997                  | 17-05-1997            | 9               | 20           |                              |
| Standing Stone                                                      | 1997                  | -                     | -               | -            | Klassiek album               |
| Rushes                                                              | 1998                  | -                     | -               | -            | The Fireman                  |
| Run Devil Run                                                       | 1999                  | 16-10-1999            | 53              | 4            | Coveralbum                   |
| Working Classical                                                   | 1999                  | -                     | -               | -            | Klassiek album               |
| Wingspan - Hits and History                                         | 2001                  | 26-05-2001            | 32              | 9            | Wings / Verzamelalbum        |
| Driving Rain                                                        | 2001                  | 24-11-2001            | 76              | 5            |                              |
| Back in the U.S. - Live 2002                                        | 2002                  | -                     | -               | -            | Livealbum                    |
| Back in the World - Live                                            | 2003                  | 29-03-2003            | 16              | 15           | Livealbum                    |
| Chaos and Creation in the Backyard                                  | 2005                  | 17-09-2005            | 8               | 17           |                              |
| Ecce Cor Meum                                                       | 2006                  | -                     | -               | -            | Klassiek album               |
| Memory Almost Full                                                  | 2007                  | 09-06-2007            | 6               | 10           |                              |
| Electric Arguments                                                  | 2008                  | -                     | 66              | 2            | The Fireman                  |
| Good Evening New York                                               | 13-11-2009            | 05-12-2009            | 21              | 14           | Livealbum                    |
| Band on the Run (remaster)                                          | 29-10-2010            | 06-11-2010            | 34              | 2            | Wings                        |
| Ocean's Kingdom                                                     | 2011                  | -                     | -               | -            | Klassiek album               |
| Kisses on the Bottom                                                | 03-02-2012            | 11-02-2012            | 5               | 13           |                              |
| New                                                                 | 2013                  | 19-10-2013            | 6               | 17           |                              |
| Pure McCartney                                                      | 2016                  | 18-06-2016            | 7               | 8            | Verzamelalbum                |
| Egypt Station                                                       | 2018                  | 15-09-2018            | 2               | 9            |                              |
| Amoeba Gig                                                          | 2019                  | 27-07-2019            | 83              | 1            | Livealbum                    |
| McCartney III                                                       | 2020                  | 18-12-2020            | 1               | 5            |                              |
| McCartney III Imagined                                              | 2021                  | -                     | -               | -            | Remix album                  |
| One Hand Clapping                                                   | 2024                  | 22-06-2024            | 10              | 1            | Wings / Live-in-studio album |

| Album met hitnotering(en) in de Vlaamse Ultratop 200 albums | Datum van verschijnen | Datum van binnenkomst | Hoogste positie | Aantal weken | Opmerkingen                  |
| ----------------------------------------------------------- | --------------------- | --------------------- | --------------- | ------------ | ---------------------------- |
| Flaming Pie                                                 | 02-05-1997            | 31-05-1997            | 19              | 5            |                              |
| Run Devil Run                                               | 05-10-1999            | 30-10-1999            | 44              | 1            |                              |
| Wingspan - Hits and History                                 | 07-05-2001            | 19-05-2001            | 21              | 5            | met Wings / Verzamelalbum    |
| Back in the World - Live                                    | 17-03-2003            | 29-03-2003            | 4               | 8            | Livealbum                    |
| Chaos and Creation in the Backyard                          | 12-09-2005            | 17-09-2005            | 15              | 7            |                              |
| Memory Almost Full                                          | 01-06-2007            | 16-06-2007            | 25              | 4            |                              |
| Electric Arguments                                          | 21-11-2008            | 06-12-2008            | 79              | 2            | The Fireman                  |
| Good Evening New York City                                  | 13-11-2009            | 05-12-2009            | 76              | 4            |                              |
| Band on the Run                                             | 29-10-2010            | 13-11-2010            | 89              | 1            | met Wings / Verzamelalbum    |
| Kisses on the Bottom                                        | 03-02-2012            | 11-02-2012            | 8               | 10           |                              |
| RAM                                                         | 18-05-2012            | 02-06-2012            | 75              | 4            | met Linda McCartney          |
| New                                                         | 11-10-2013            | 26-10-2013            | 6               | 17           |                              |
| Tug of War                                                  | 02-10-2015            | 10-10-2015            | 60              | 4            |                              |
| Pipes of Peace                                              | 02-10-2015            | 10-10-2015            | 63              | 3            |                              |
| Pure McCartney                                              | 10-06-2016            | 18-06-2016            | 3               | 20           | Verzamelalbum                |
| Flowers in the Dirt                                         | 24-03-2017            | 01-04-2017            | 54              | 5            |                              |
| Egypt Station                                               | 2018                  | 15-09-2018            | 2               | 18           |                              |
| Red Rose Speedway                                           | 01-12-2018            | 15-12-2018            | 94              | 2            |                              |
| Wild Life                                                   | 2018                  | 15-12-2018            | 117             | 2            | Wings                        |
| Amoeba Gig                                                  | 2019                  | 27-07-2019            | 149             | 3            | Livealbum                    |
| McCartney III                                               | 2020                  | 26-12-2020            | 5               | 15           |                              |
| McCartney I / II / III                                      | 2022                  | 13-08-2022            | 193             | 1            |                              |
| One Hand Clapping                                           | 2024                  | 22-06-2024            | 11              | 3            | Wings / Live-in-studio album |

### Singles
| Single met eventuele hitnotering(en) in de Nederlandse Top 40 | Datum van verschijnen | Datum van binnenkomst | Hoogste positie | Aantal weken | Opmerkingen                                                                                               |
| ------------------------------------------------------------- | --------------------- | --------------------- | --------------- | ------------ | --- |
| Another Day                                                   | 1971                  | 20-03-1971            | 6               | 8            | Nr. 3 in de Single Top 100                                                                                |
| Eat at Home                                                   | 1971                  | 07-08-1971            | 10              | 7            | met Linda McCartney / Nr. 7 in de Single Top 100                                                          |
| Mary had a Little Lamb                                        | 1972                  | 10-06-1972            | 15              | 6            | met Wings / Nr. 13 in de Single Top 100                                                                   |
| Hi, Hi, Hi                                                    | 1972                  | 16-12-1972            | 6               | 11           | met Wings / Nr. 6 in de Single Top 100 / Alarmschijf                                                      |
| My Love                                                       | 1973                  | 21-04-1973            | 12              | 6            | met Wings / Nr. 12 in de Single Top 100                                                                   |
| Live and Let Die                                              | 1973                  | 25-08-1973            | 27              | 3            | met Wings / Nr. 29 in de Single Top 100 / Soundtrack "Live and let die"                                   |
| Helen Wheels                                                  | 1973                  | 03-11-1973            | tip4            | -            | met Wings / Nr. 23 in de Single Top 100                                                                   |
| Mrs Vandebilt                                                 | 1974                  | 26-01-1974            | 7               | 7            | met Wings / Nr. 7 in de Single Top 100                                                                    |
| Jet                                                           | 1974                  | 23-03-1974            | 11              | 8            | met Wings / Nr. 10 in de Single Top 100 / Alarmschijf                                                     |
| Band on the Run                                               | 1974                  | 29-06-1974            | 4               | 10           | met Wings / Nr. 7 in de Single Top 100                                                                    |
| Junior's Farm                                                 | 1974                  | 02-11-1974            | tip2            | -            | met Wings                                                                                                 |
| Listen to What the Man Said                                   | 1975                  | 14-06-1975            | 14              | 4            | met Wings / Nr. 18 in de Single Top 100                                                                   |
| Lettin' Go                                                    | 1975                  | 25-11-1975            | tip21           | -            | met Wings                                                                                                 |
| Silly Love Songs                                              | 1976                  | 15-06-1976            | 13              | 6            | met Wings / Nr. 11 in de Single Top 100                                                                   |
| Let 'Em In                                                    | 1976                  | 11-09-1976            | 23              | 5            | met Wings / Nr. 25 in de Single Top 100                                                                   |
| Maybe I'm Amazed                                              | 1977                  | 05-03-1977            | tip22           | -            | met Wings                                                                                                 |
| Mull of Kintyre                                               | 1977                  | 10-12-1977            | 1(5wk)          | 17           | met Wings / Nr. 1 in de Single Top 100 / Alarmschijf                                                      |
| With a Little Luck                                            | 1978                  | 15-04-1978            | 6               | 8            | met Wings / Nr. 11 in de Single Top 100                                                                   |
| Deliver Your Children / I've Had Enough                       | 1978                  | 15-07-1978            | 9               | 8            | met Wings / Nr. 13 in de Single Top 100 / Alarmschijf                                                     |
| Goodnight Tonight                                             | 1979                  | 07-04-1979            | 21              | 7            | met Wings / Nr. 24 in de Single Top 100                                                                   |
| Getting Closer                                                | 1979                  | 23-06-1979            | tip5            | -            | met Wings / Nr. 29 in de Single Top 100                                                                   |
| Wonderful Christmastime                                       | 1979                  | 01-12-1979            | 24              | 5            | Nr. 20 in de Single Top 100                                                                               |
| Coming Up                                                     | 1980                  | 26-04-1980            | 22              | 7            | Nr. 20 in de Single Top 100                                                                               |
| Waterfalls                                                    | 1980                  | 28-06-1980            | tip13           | -            | |
| Ebony and Ivory                                               | 1982                  | 10-04-1982            | 3               | 9            | met Stevie Wonder / Nr. 3 in de Single Top 100 / Alarmschijf                                              |
| Take It Away                                                  | 1982                  | 10-07-1982            | tip2            | -            | Nr. 43 in de Single Top 100                                                                               |
| The Girl Is Mine                                              | 1982                  | 30-10-1982            | 12              | 7            | met Michael Jackson / Nr. 16 in de Single Top 100                                                         |
| Say Say Say                                                   | 1983                  | 15-10-1983            | 4               | 8            | met Michael Jackson / Nr. 8 in de Single Top 100 / Alarmschijf                                            |
| Pipes of Peace                                                | 1983                  | 21-01-1984            | 32              | 3            | Nr. 34 in de Single Top 100                                                                               |
| No More Lonely Nights                                         | 1984                  | 20-10-1984            | 37              | 3            | Nr. 33 in de Single Top 100                                                                               |
| We All Stand Together                                         | 1985                  | 05-01-1985            | 12              | 8            | met The Frog Chorus / Nr. 7 in de Single Top 100                                                          |
| Spies like Us                                                 | 1985                  | 07-12-1985            | tip15           | -            | |
| Once Upon a Long Ago                                          | 1987                  | 05-12-1987            | 6               | 8            | Nr. 11 in de Single Top 100 / Alarmschijf                                                                 |
| My Brave Face                                                 | 1989                  | 27-05-1989            | 12              | 6            | Nr. 15 in de Single Top 100 / Alarmschijf                                                                 |
| Ferry 'Cross the Mersey                                       | 1989                  | 17-06-1989            | 20              | 5            | met The Christians, Holly Johnson, Gerry Marsden & Stock, Aitken & Waterman / Nr. 21 in de Single Top 100 |
| This One                                                      | 1989                  | 12-08-1989            | tip11           | -            | Nr. 31 in de Single Top 100                                                                               |
| Figure of Eight                                               | 1989                  | 02-12-1989            | tip12           | -            | Nr. 42 in de Single Top 100                                                                               |
| Put It There                                                  | 1990                  | -                     |                 |              | Nr. 82 in de Single Top 100                                                                               |
| Birthday                                                      | 1990                  | -                     |                 |              | Nr. 68 in de Single Top 100                                                                               |
| The Long and Winding Road (Live)                              | 1991                  | 12-01-1991            | tip20           | -            | Nr. 54 in de Single Top 100                                                                               |
| Hope of Deliverance                                           | 1992                  | 23-01-1993            | 8               | 9            | Nr. 9 in de Single Top 100                                                                                |
| C'mon People                                                  | 1993                  | 27-03-1993            | tip4            | -            | |
| Off the Ground                                                | 1993                  | 25-09-1993            | tip14           | -            | |
| Young Boy                                                     | 1997                  | 10-05-1997            | tip9            | -            | Nr. 53 in de Single Top 100                                                                               |
| The World Tonight                                             | 1997                  | 26-07-1997            | tip12           | -            | Nr. 68 in de Single Top 100                                                                               |
| Beautiful Night                                               | 1997                  | -                     |                 |              | Nr. 75 in de Single Top 100                                                                               |
| From a Lover to a Friend                                      | 2001                  | -                     |                 |              | Nr. 71 in de Single Top 100                                                                               |
| Sgt. Pepper's Lonely Hearts Club Band                         | 09-07-2005            | -                     |                 |              | met U2 / Nr. 21 in de Single Top 100                                                                      |
| Fine Line                                                     | 2005                  | -                     |                 |              | Nr. 28 in de Single Top 100                                                                               |
| Jenny Wren                                                    | 2005                  | -                     |                 |              | Nr. 58 in de Single Top 100                                                                               |
| The Girl Is Mine                                              | 2009                  | -                     |                 |              | met Michael Jackson / Nr. 80 in de Single Top 100                                                         |
| We All Stand Together                                         | 2010                  | -                     |                 |              | met The Frog Chorus / Nr. 79 in de Single Top 100                                                         |
| We All Stand Together                                         | 2011                  | -                     |                 |              | met The Frog Chorus / Nr. 90 in de Single Top 100                                                         |
| My Valentine                                                  | 09-01-2012            | -                     |                 |              | Nr. 93 in de Single Top 100                                                                               |
| Only One                                                      | 2014                  | 10-01-2015            | tip2            | -            | met Kanye West / Nr. 82 in de Single Top 100                                                              |
| FourFiveSeconds                                               | 24-01-2015            | 07-02-2015            | 2               | 24           | met Rihanna & Kanye West / Nr. 2 in de Single Top 100 / Alarmschijf                                       |
| All Day                                                       | 2015                  | -                     |                 |              | met Kanye West, Theophilus London & Allan Kingdom / Nr. 93 in de Single Top 100                           |

| Single met hitnotering(en) in de Vlaamse Ultratop 50 | Datum van verschijnen | Datum van binnenkomst | Hoogste positie | Aantal weken | Opmerkingen                                                                 |
| ---------------------------------------------------- | --------------------- | --------------------- | --------------- | ------------ | --------------------------------------------------------------------------- |
| Another Day                                          | 19-02-1971            | 27-03-1971            | 10              | 6            | Nr. 7 in de Radio 2 Top 30                                                  |
| Eat at Home                                          | 17-05-1971            | 14-08-1971            | 13              | 6            | met Linda McCartney / Nr. 9 in de Radio 2 Top 30                            |
| My Love                                              | 22-03-1973            | 12-05-1973            | 17              | 5            | met Wings/ Nr. 12 in de Radio 2 Top 30                                      |
| Mrs. Vandebilt                                       | 12-01-1974            | 09-02-1974            | 19              | 8            | met Wings / Nr. 12 in de Radio 2 Top 30                                     |
| Jet                                                  | 18-02-1974            | 27-04-1974            | 26              | 2            | met Wings / Nr. 20 in de Radio 2 Top 30                                     |
| Band on the Run                                      | 08-04-1974            | 20-07-1974            | 21              | 4            | met Wings / Nr. 18 in de Radio 2 Top 30                                     |
| Wonderful Christmastime                              | 1979                  | 22-12-1979            | 26              | 3            | Nr. 27 in de Radio 2 Top 30                                                 |
| Coming Up                                            | 11-04-1980            | 10-05-1980            | 18              | 7            | Nr. 15 in de Radio 2 Top 30                                                 |
| Ebony and Ivory                                      | 29-03-1982            | 24-04-1982            | 2               | 11           | met Stevie Wonder / Nr. 1 in de Radio 2 Top 30                              |
| Take It Away                                         | 26-04-1982            | 31-07-1982            | 28              | 5            | Nr. 24 in de Radio 2 Top 30                                                 |
| The Girl Is Mine                                     | 10-1982               | 13-11-1982            | 8               | 7            | met Michael Jackson / Nr. 8 in de Radio 2 Top 30                            |
| Say Say Say                                          | 03-10-1983            | 22-10-1983            | 2               | 11           | met Michael Jackson / Nr. 2 in de Radio 2 Top 30                            |
| No More Lonely Nights                                | 26-11-1984            | 27-10-1984            | 28              | 7            | Nr. 17 in de Radio 2 Top 30                                                 |
| We All Stand Together                                | 1984                  | 29-12-1984            | 12              | 9            | met The Frog Chorus / Nr. 10 in de Radio 2 Top 30                           |
| Spies like Us                                        | 1985                  | 14-12-1985            | 26              | 4            | Nr. 22 in de Radio 2 Top 30                                                 |
| Press                                                | 14-07-1986            | 30-08-1986            | 25              | 2            | Nr. 17 in de Radio 2 Top 30                                                 |
| Pretty Little Head                                   | 19-09-1986            | 13-12-1986            | 29              | 3            | Nr. 29 in de Radio 2 Top 30                                                 |
| Once Upon a Long Ago                                 | 16-11-1987            | 05-12-1987            | 4               | 12           | Nr. 4 in de Radio 2 Top 30                                                  |
| My Brave Face                                        | 08-05-1989            | 10-06-1989            | 16(2wk)         | 7            | Nr. 15 in de Radio 2 Top 30                                                 |
| Ferry 'Cross the Mersey                              | 14-08-1989            | 01-07-1989            | 28              | 2            | met The Christians, Holly Johnson, Gerry Marsden & Stock, Aitken & Waterman |
| This One                                             | 17-07-1989            | 02-09-1989            | 30              | 2            | Nr. 21 in de Radio 2 Top 30                                                 |
| Hope of Deliverance                                  | 28-12-1992            | 20-02-1993            | 7               | 11           | Nr. 7 in de Radio 2 Top 30                                                  |
| Young Boy                                            | 28-04-1997            | 24-05-1997            | tip11           |              | Nr. 7 in de Radio 2 Top 30                                                  |
| My Valentine                                         | 09-01-2012            | 28-01-2012            | tip38           | -            | Nr. 25 in de Radio 2 Top 30                                                 |
| New                                                  | 02-09-2013            | 07-09-2013            | tip12           | -            | Nr. 7 in de Radio 2 Top 30                                                  |
| Queenie Eye                                          | 11-10-2013            | 23-11-2013            | tip55           | -            | Nr. 7 in de Radio 2 Top 30                                                  |
| Hope for the Future                                  | 08-12-2014            | 13-12-2014            | tip51           | -            |                                                                             |
| Only One                                             | 02-01-2015            | 10-01-2015            | tip18           | -            | met Kanye West                                                              |
| FourFiveSeconds                                      | 23-01-2015            | 07-02-2015            | 5               | 18           | met Rihanna & Kanye West                                                    |
| All Day                                              | 02-03-2015            | 14-03-2015            | tip47           | -            | met Kanye West, Theophilus London & Allan Kingdom                           |
| Come On to Me                                        | 22-06-2018            | 30-06-2018            | tip18           | -            |                                                                             |
| I Don't Know                                         | 22-06-2018            | 07-07-2018            | tip             | -            |                                                                             |
| Fuh You                                              | 2018                  | 22-09-2018            | tip19           | -            |                                                                             |
| Home Tonight                                         | 2020                  | 11-01-2020            | 49              | 1            |                                                                             |
| Find My Way                                          | 2020                  | 26-12-2020            | tip9            | -            |                                                                             |
| Pretty Boys                                          | 2021                  | 24-04-2021            | tip             | -            | met Khruangbin                                                              |

### NPO Radio 2 Top 2000
| Nummers met noteringen in de NPO Radio 2 Top 2000 | '99  | '00  | '01  | '02  | '03  | '04  | '05  | '06  | '07  | '08  | '09  | '10  | '11  | '12  | '13  | '14  | '15 | '16  | '17  | '18  | '19  | '20  | '21  | '22  | '23  | '24  |
| ------------------------------------------------- | ---- | ---- | ---- | ---- | ---- | ---- | ---- | ---- | ---- | ---- | ---- | ---- | ---- | ---- | ---- | ---- | --- | ---- | ---- | ---- | ---- | ---- | ---- | ---- | ---- | ---- |
| Another Day                                       | 956  | 1542 | 1618 | 1249 | 1368 | 1846 | 1030 | 1952 | -    | 1814 | -    | -    | -    | 1915 | -    | -    | -   | -    | -    | -    | -    | -    | -    | -    | -    | -    |
| Band on the Run (met Wings)                       | 339  | 339  | 249  | 294  | 254  | 344  | 394  | 421  | 411  | 362  | 248  | 270  | 399  | 304  | 537  | 662  | 516 | 728  | 760  | 764  | 760  | 916  | 932  | 991  | 1051 | 1128 |
| Dance Tonight                                     | ×    | ×    | ×    | ×    | ×    | ×    | ×    | ×    | 597  | -    | -    | -    | -    | -    | -    | -    | -   | -    | -    | -    | -    | -    | -    | -    | -    | -    |
| Ebony and Ivory (met Stevie Wonder)               | 890  | 1488 | -    | 1900 | -    | -    | -    | -    | -    | -    | -    | -    | -    | -    | -    | -    | -   | -    | -    | -    | -    | -    | -    | -    | -    | -    |
| FourFiveSeconds (met Rihanna & Kanye West)        | ×    | ×    | ×    | ×    | ×    | ×    | ×    | ×    | ×    | ×    | ×    | ×    | ×    | ×    | ×    | ×    | -   | 1708 | -    | 1875 | -    | -    | -    | -    | -    | -    |
| Hi, Hi, Hi (met Wings)                            | 1530 | 1377 | 1204 | 1927 | -    | -    | -    | -    | -    | -    | -    | -    | -    | -    | -    | -    | -   | -    | -    | -    | -    | -    | -    | -    | -    | -    |
| Hope of Deliverance                               | -    | -    | -    | -    | -    | -    | -    | -    | 1880 | -    | 1959 | -    | -    | -    | -    | -    | -   | -    | -    | -    | -    | -    | -    | -    | -    | -    |
| Jet (met Wings)                                   | -    | -    | -    | -    | 1808 | 1899 | 1996 | -    | -    | -    | -    | -    | -    | -    | -    | -    | -   | -    | -    | -    | -    | -    | -    | -    | -    | -    |
| Listen to What the Man Said (met Wings)           | 1739 | -    | 1553 | 1830 | 1992 | -    | -    | -    | -    | -    | -    | -    | -    | -    | -    | -    | -   | -    | -    | -    | -    | -    | -    | -    | -    | -    |
| Live and Let Die (met Wings)                      | 671  | 1506 | 1044 | 1264 | 946  | 1041 | 1530 | 1398 | 1617 | 1333 | 1084 | 1205 | 1234 | 1336 | 1532 | 1768 | 679 | 1191 | 1333 | 1218 | 1423 | 1766 | 1691 | 1841 | 1910 | 1966 |
| London Town (met Wings)                           | 1293 | -    | -    | -    | -    | -    | -    | -    | -    | -    | -    | -    | -    | -    | -    | -    | -   | -    | -    | -    | -    | -    | -    | -    | -    | -    |
| Mrs Vandebilt (met Wings)                         | -    | 1620 | -    | 1718 | -    | 1929 | -    | -    | -    | -    | -    | 1878 | -    | -    | -    | -    | -   | -    | -    | -    | -    | -    | -    | -    | -    | -    |
| Mull of Kintyre (met Wings)                       | 206  | 238  | 107  | 321  | 393  | 353  | 414  | 401  | 572  | 399  | 371  | 401  | 558  | 987  | 931  | 987  | 895 | 1224 | 1295 | 1289 | 1157 | 1272 | 1293 | 1394 | 1445 | 1459 |
| My Love (met Wings)                               | -    | -    | -    | -    | 1666 | 1547 | 1625 | 1875 | -    | 1948 | 1679 | 1682 | -    | -    | -    | -    | -   | -    | -    | -    | -    | -    | -    | -    | -    | -    |
| Say Say Say (met Michael Jackson)                 | -    | -    | -    | -    | -    | -    | -    | -    | -    | -    | 1769 | -    | -    | -    | -    | -    | -   | -    | -    | -    | -    | -    | -    | -    | -    | -    |
| Silly Love Songs (met Wings)                      | 1344 | 1690 | -    | 1729 | -    | -    | -    | -    | -    | -    | -    | -    | -    | -    | -    | -    | -   | -    | -    | -    | -    | -    | -    | -    | -    | -    |
| The Girl Is Mine (met Michael Jackson)            | 1264 | -    | 1692 | 1836 | -    | 1874 | -    | -    | -    | -    | 1253 | -    | -    | 1153 | -    | -    | -   | -    | -    | -    | -    | -    | -    | -    | -    | -    |
| We All Stand Together (met The Frog Chorus)       | 471  | -    | 759  | 1041 | 1287 | 1054 | 1052 | 1118 | 1363 | 1167 | 1212 | 1190 | 1229 | 992  | 1064 | 976  | 849 | 1198 | 1145 | 1620 | 1487 | 1439 | 1565 | 1622 | 1769 | 1189 |

1. ↑  Een '-' betekent dat het nummer niet was genoteerd, een '×' betekent dat het nummer nog niet was uitgebracht en een vetgedrukt getal geeft de hoogste notering van een nummer aan.

### Dvd's
| Dvd's met hitnoteringen in de DVD Top 30      | Datum van verschijnen' | Datum van binnenkomst | Hoogste positie | Aantal weken | Opmerkingen                                        |
| --------------------------------------------- | ---------------------- | --------------------- | --------------- | ------------ | -------------------------------------------------- |
| Back in the U.S. - Concert Film               | 2003                   | 29-03-2003            | 1(1wk)          | 19           |                                                    |
| Paul McCartney – Music & Animation Collection | 2004                   | 13-04-2004            |                 |              | Bevat drie animatiefilms geschreven door McCartney |
| In Red Square - A Concert Film                | 2005                   | 02-07-2005            | 12              | 7            |                                                    |
| The Space within Us                           | 2006                   | 25-11-2006            | 15              | 8            |                                                    |
| The McCartney Years                           | 2007                   | 24-11-2007            | 7               | 8            |                                                    |
| Live Kisses from Capitol Studios, Hollywood   | 2012                   | 17-11-2012            | 17              | 5            |                                                    |
| Rockshow                                      | 2013                   | 15-06-2013            | 3               | 14           | met Wings                                          |

## Filmografie
- 1981 Rockshow
- 1984 Give My Regards to Broad Street
- 1984 Rupert and the Frog Song
- 1986 The Prince's Trust All-Star Rock Concert
- 1987 The Paul McCartney Special
- 1989 Paul McCartney: Put It There
- 1990 Paul McCartney: Get Back
- 1993 Paul McCartney: Movin' On
- 1994 Paul Is Live
- 1997 Paul McCartney: In the World Tonight
- 1997 Music For Montserrat
- 1999 Live At The Cavern
- 1999 Paul McCartney: Working Classical
- 2000 Paul McCartney and Friends: The PETA Concert for Party Animals
- 2000 Standing Stone
- 2001 The Concert For New York City
- 2001 Wingspan
- 2002 Party At The Palace
- 2002 Paul McCartney: Back in the U.S. - Live 2002
- 2003 The Concert For George
- 2003 Paul McCartney in Red Square
- 2005 Chaos And Creation In The Backyard
- 2006 Paul McCartney: The Space Within US
- 2007 Paul McCartney: The McCartney Years
- 2009 Paul Mccartney: Good Evening New York City
- 2017 Pirates of the Caribbean: Dead Men Tell No Tales

## Trivia
- In 1969 ging het gerucht dat Paul McCartney in 1966 bij een auto-ongeluk om het leven zou zijn gekomen en sindsdien door een dubbelganger werd vervangen. De meest uiteenlopende aanwijzingen in de liedjes en elpeehoezen van de Beatles zouden dit gerucht (Paul is dead) bevestigen.
- McCartney staat ook bekend om zijn activisme voor vegetarisme en dierenwelzijn. Hij is sinds 1975 vegetariër.
- Op 7 juni 2015 nam McCartney in de Ziggo Dome een tulp in ontvangst die op initiatief van een fan Tulipa Paul McCartney is genoemd. Aan de tulp is twintig jaar gewerkt. De tulp heeft een rode bloem met witte rand. Deze kleuren verwijzen naar McCartneys geboortestad Liverpool. Het zijn ook de kleuren van actie, passie en liefde en, op aangeven van McCartney zelf, van 'vrede'.[10]